# Arthur Heulhard
Pour les articles homonymes, voir Heulard ou Heulhard.
Octave Louis dit Arthur Heulhard, né le 11 mai 1849 à Lormes et mort le 2 janvier 1920 à Troyes, est un écrivain et journaliste français.
Théoricien et polémiste majeur de la thèse mythiste, il est principalement connu pour Le mensonge chrétien, série de onze volumes déclarant que Jésus de Nazareth n'a pas de caractère historique.

## Biographie
Élève au collège d'Avallon, où il a Gaston Arbouin pour condisciple, Heulhard, resté orphelin à 12 ans, il est légalement émancipé à 17 ans, il s'installe, après avoir dirigé quelques entreprises, dont une de fours à chaux, à Paris en 1866. Très au courant des choses de musique et de théâtre, il a créé une Revue musicale, organisé et dirigé personnellement des tournées dramatiques. Tout en se livrant à des travaux d'érudition sur Rabelais et sur les navigateurs français au XVIe siècle, il est venu au journalisme par curiosité.
Il a débuté dans le journalisme par la critique du Salon de 1869, au Courrier de Paris, journal hebdomadaire. Entré au Figaro, il se consacre d’abord au grand reportage. Armé d’une forte culture, il excelle dans l’interview hors frontières, avec de renoncer au reportage et de devenir courtier de publicité, en créant une rubrique associant les affaires et les lettres, intitulée « la Saison», où il exposait les séductions, les innovations de l’industrie hôtelière, aux eaux, sur le littoral, en Suisse, la qualité des menus, de l’ameublement, de l’aménagement nouveau de jardins ou de cuisines, etc. Il a été quelque temps, directeur des services de publicité du Figaro.
Il a été secrétaire de la rédaction de La Réforme et rédacteur au Courrier français avant de renoncer à la politique active pour se livrer tout entier « aux arts de la paix ». Il a aussi fourni des critiques musicales dans l'Art musical d’Escudier, à la France chorale, etc.
Auteur de plusieurs ouvrages sur François Rabelais, il avait réuni une importante collection de tableaux. Sa bibliothèque, relative particulièrement aux arts, comptait environ cinq mille volumes.
La reconstitution du Vieux-Paris, à l’Exposition universelle de 1900, dont l’organisation lui a donné l’occasion d’exercer son érudition, son gout, sa fantaisie, a connu un succès de curiosité énorme.
Grand lecteur des Entretiens d’Épictète et des Confessions de saint Augustin, adepte de la thèse mythiste, niant la réalité historique de la personne de Jésus de Nazareth, et plus particulièrement de l’évhémérisme, qui voit en Jésus le pseudonyme donné par l'Église romaine au révolutionnaire juif Judas de Gamala ou à l'un de ses fils (Judas bar Judas, Manahem), il rédige, de 1908 à 1910, les 11 volumes de son grand œuvre le Mensonge chrétien, édité à compte d'auteur.
Ayant à Troyes des enfants mariés, chez qui il prenait plaisir à aller se reposer de temps en temps, il est mort dans ville. À l’issue d’obsèques civiles, il a été inhumé au cimetière de Troyes.

## Jugements
L'historien Maurice Goguel a dit d'Arthur Heulhard qu'il est le plus prolifique des « polémistes dont l'œuvre tient plus du roman historique que de l'histoire. » De son côté le mythiste Paul-Louis Couchoud parle de lui comme « d'un homme d'une érudition déréglée. »

## Publications

### Ouvrages sur le christianisme
- Phocapharnès, Moreau, 1904 (lire en ligne).
- Tu es Petrus, Paris, Tallandier, 1904, 352 p. (OCLC 551665977, lire en ligne sur Gallica).. L’Histoire et la Légende, Paris,.
- Jésus n’est pas né. La preuve par lui-même, Édition non mise dans le commerce, 1907.
- Jésus n’est pas mort. La preuve par lui-même, Édition non mise dans le commerce, 1907.
- Le Crucifié de Pilate, Édition non mise dans le commerce, 1907.
- Le Mensonge chrétien. Jésus-Christ n’a pas existé, 11 vol. gr. in-8º, 1908-1910, Paris, Heulhard.
  - Tome I : « Le Charpentier », sur archive.org.
  - Tome I : « Le Charpentier », sur archive.org.
  - Tome II : « Le Roi des Juifs », sur archive.org.
  - Tome III : « Les marchands de Christ », sur archive.org.
  - Tome IV : « Le Saint-Esprit », sur archive.org.
  - Tome V : « Le Gogotha », sur archive.org.
  - Tome VI : « L'évangile de Nessus », sur archive.org.
  - Tome VII : « Les Évangiles de Satan », sur archive.org.
  - Tome VIII : « Les Évangiles de Satan]sous-titre=2e partie », sur archive.org.
  - Tome IX : « Les Évangiles de Satan : 3e partie », sur archive.org.
  - Tome X : « Bar-Abbas », sur archive.org.
  - Tome XI : « Le Juif de rapport », sur archive.org.
- Le Mensonge chrétien. La Vérité: Barabbas - Le Mensonge: Jésus, (édition réduite en un volume), Paris, Heulhard, 1913.
- La Sainte-Famille, Barabbas et les siens dans les mythes grecs de Psyché et d’Apollonius et dans les Écritures juives (Talmud, Apparition du Vaurien de l’étranger) avec l’explication de la pseudo-légende du Juif errant, Paris, Heulhard, 1914.
- Le Constantin de l'Église, inédit.

### Ouvrages sur Rabelais
- Rabelais et son maître, Paris, Lemerre, 1884.
- Rabelais chirurgien, applications de son Glossocomion dans les fractures du fémur, et de son Syringotome dans le traitement des plaies pénétrantes de l’abdomen, Paris, Lemerre, 1885.
- Rabelais légiste. Testament de Cuspidius et contrat de vente de Culita, traduits avec des éclaircissements et des notes et publiés pour la première fois d’après l’édition de Rabelais, Paris, Dupret, 1887.
- Rabelais, ses voyages en Italie, son exil à Metz, Paris, Librairie de l’art, 1891, x-405 p., ill. ; in-fº (OCLC 763742188, lire en ligne sur Gallica).
- Une lettre fameuse, Rabelais à Érasme, Paris, Librairie de l’Art, 1902.

### Ouvrages sur la musique
- Étude sur « Une folie à Rome », opéra-bouffe de Federico Ricci, avec un avant-propos par Albert de Lasalle, Paris, Bachelin-Deflorenne, 1870.
- La Fourchette harmonique, histoire de cette société musicale, littéraire et gastronomique, avec des notes sur la musicologie en France, Paris, Lemerre, 1872.
- La Chronique Musicale, revue bimensuelle de l’art ancien et moderne. 11 vol. gr. in-8º, Paris, Alcan-Lévy, 1873-1876.
- Incendies des salles de l’Opéra, 1763-1781-1788-1871-1873, 1873.
- La Foire Saint-Laurent son histoire et ses spectacles, Paris, Lemerre, 1878.
- Jean Monnet, vie et aventures d’un entrepreneur de spectacles au XVIIIe siècle, avec un appendice sur l’opéra comique de 1752 à 1758, Paris, Lemerre, 1884.
- Bravos et sifflets, Paris, Dupret, 1886.

### Œuvres diverses
- Le Moniteur du bibliophile, du libraire et de l’amateur d’estampes, Paris, 1878-1880, 3 vol. ; 26 cm (ISSN 2017-5922, OCLC 472473726, lire en ligne sur Gallica).
- Scènes de la vie fantaisiste, Paris, Georges Charpentier, 1884.
- Bi-centenaire de la mort de Corneille. Pierre Corneille, 1606-1684. Ses dernières années, sa mort, ses descendants, Paris, Rouam, 1884.
- La Revanche économique : nouvelle percée des Alpes contre le Saint-Gothard ; traité de Francfort, Paris, Dubreuil, 1887.
- Entre deux stations, illustrations par Albert Robida, Paris, Librairie illustrée, 1888.
- La Finance à l’Exposition de 1900 : La Ville de l’Or (le Pont au Change), projet d’une exposition financière, Paris, P. Ollendorff, 1896.
- Villegagnon, roi d’Amérique (1510-1572) : Un homme de mer au XVIe siècle, Paris, E. Leroux, 1897, vj, 366, 26 cm (OCLC 2693803, lire en ligne).